# Arnold Boulanger
Pour les articles homonymes, voir Boulanger.
Arnold Boulanger, (Seraing, 1875-1963) est un homme politique belge communiste.
Habitant de Beyne-Heusay, il fut élu sénateur de Liège de 1946 à 1954.
Il est inhumé au cimetière de Heusay.